# Störmede

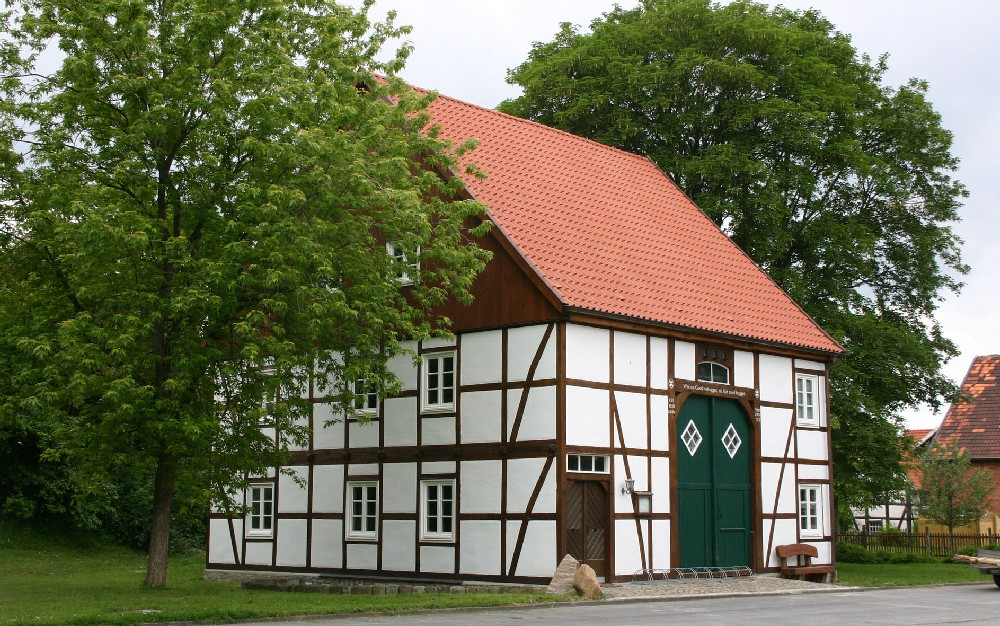
Das Heimathaus in Störmede

Störmede ist ein Dorf in der Stadt Geseke im nordrhein-westfälischen Kreis Soest.

## Geographie
Störmede liegt etwa 2–3 km westlich von Geseke am nördlichen Fuß des Haarstrangs, am Eingang einer Talmulde, die sich am Störmeder Bach entlang zur Lippe hin abflacht. Im Norden, wo der Störmeder Bach die Gemarkung verlässt, liegt der tiefste Punkt mit 90 m ü. N.N. Nach Süden steigt das Gelände etwas an und erreicht am Hellweg 105 m ü. N.N.
Störmede liegt wie Geseke am ehemaligen Hellweg (B1).

### Nachbarorte
Geseke (Osten);  Bönninghausen (Norden);  Ehringhausen (Norden);  Langeneicke (Westen);  Eringerfeld (Süden)

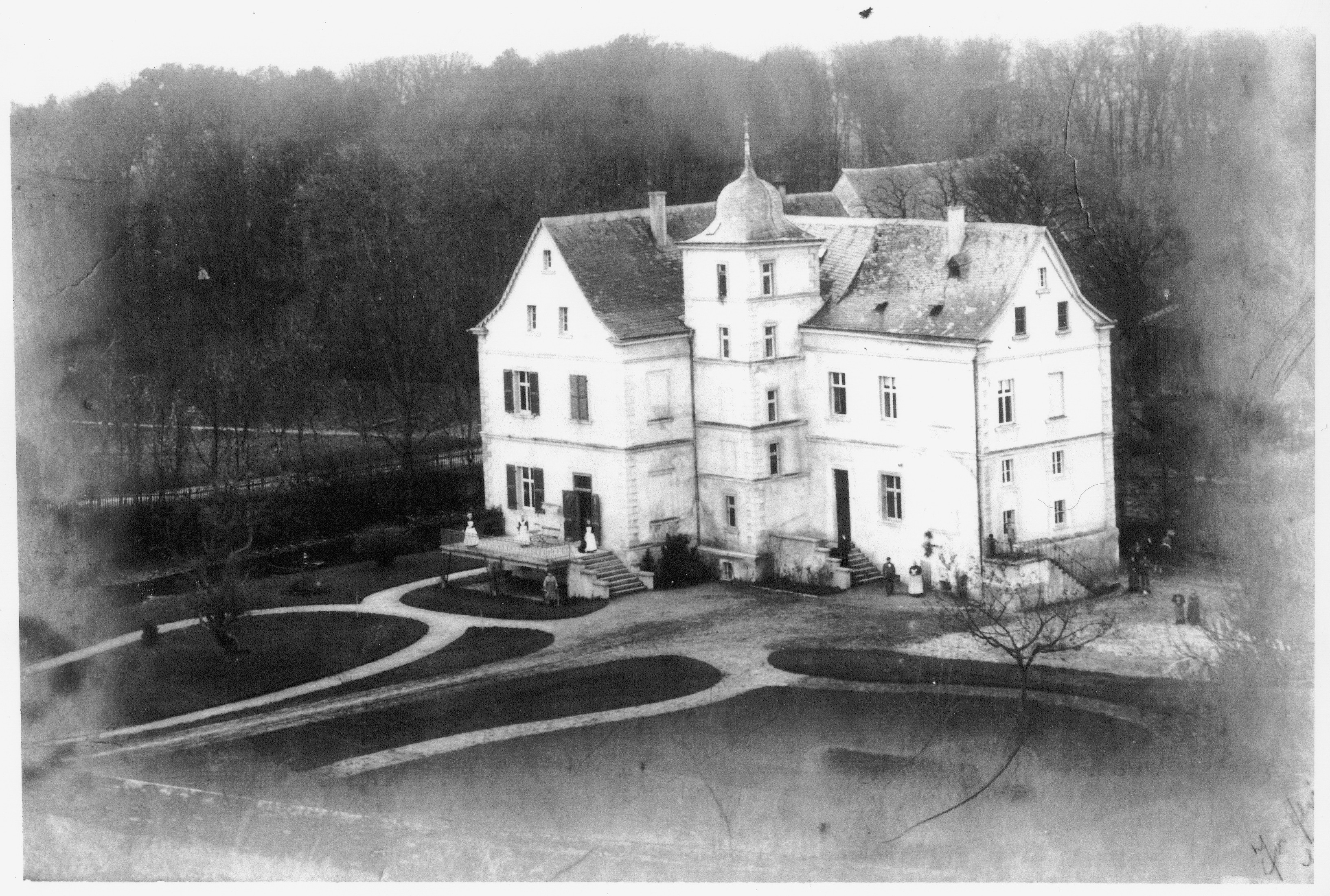
Das Schloss von Störmede um 1900

## Geschichte

### Herkunft des Namens
Die erste Erwähnung Störmedes findet sich um 826 in den so genannten „Traditiones Corbeienses“, dem Verzeichnis der Schenkungen des Klosters Corvey. Hier wird erwähnt, dass ein gewisser Horid in Sturmidi eine Hufe („mansum“, vgl. auch Manse) und zwei Familien dem Kloster Corvey übertragen hat.
Der Name Störmede entstand also aus  Sturmidi oder auch Sturmithi, bzw. Sturmethe. Die geläufigste Erklärung dieses Ortsnamens bzw. dieser Landschaftsbezeichnung geht auf die altniederdeutschen Wörter „stur = langgestreckt“ und „matha, mada = Wiese“, also „Lange Wiese“ zurück. Eine andere Erklärung geht von Sturmidi aus. Demnach soll der Name auf das althochdeutsche Wort sturm, was Kampf und Unruhe bedeutet, zurückgehen und würde demnach auf eine germanische Namensgebung hinweisen.

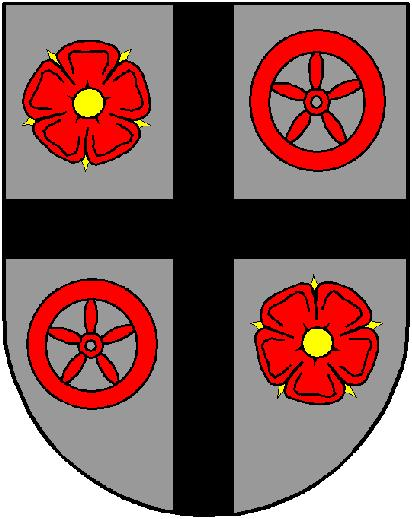
Ehemaliges Gemeindewappen von Störmede

### Ehemaliges Amt Störmede
Das Amt Störmede wurde 1843 mit dem Amtssitz in Störmede gegründet. Zum Amt Störmede gehörten neben Störmede die folgenden Orte:
- Bökenförde
- Bönninghausen
- Ehringhausen
- Eringerfeld
- Ermsinghausen
- Esbeck
- Dedinghausen
- Langeneicke
- Mönninghausen
- Rixbeck

1935 wurde die Amtsverwaltung dann nach Ehringhausen verlegt. Im Rahmen der kommunalen Neuordnung in Nordrhein-Westfalen wurde das Amt Störmede am 1. Januar 1975 aufgelöst. Die Dörfer Bönninghausen, Ehringhausen, Eringerfeld, Ermsinghausen, Langeneicke, Mönninghausen und auch Störmede wurden der Stadt Geseke zugeteilt, die restlichen Orte des Amtes kamen zu Lippstadt.

### Adelsgeschlechter in Störmede

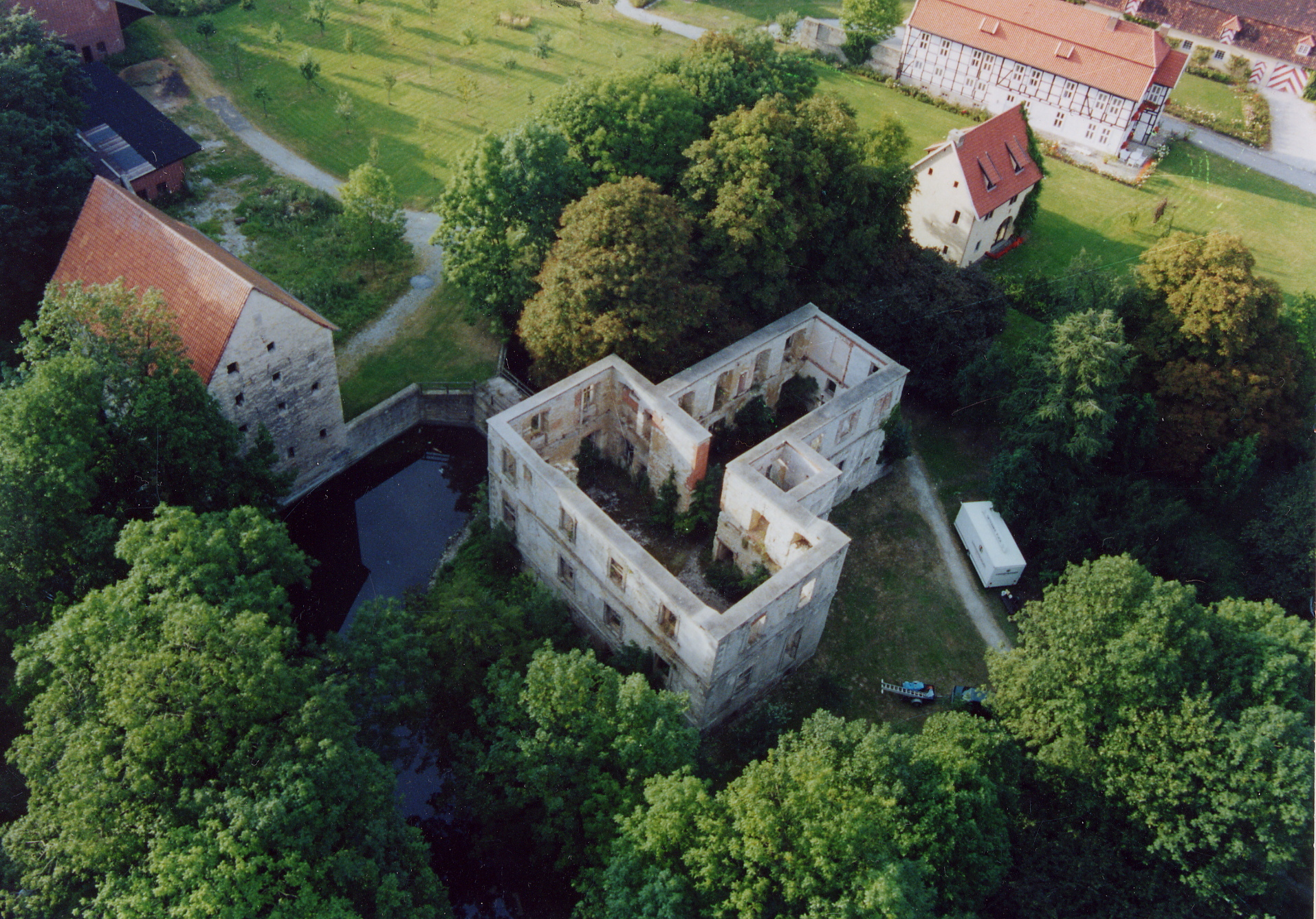
Schlossruine in Störmede 2004

Das älteste Adelsgeschlecht von Störmede sind die Herren von Störmede (Sturmethi). Als 1167 Rabodo von Störmede keine männlichen Erben hinterließ, übernahm sein Schwiegersohn Albert zur Lippe 1209 nach der Hochzeit mit Rabodos Tochter Gertrud den Namen von Störmede. Seitdem führen die Herren von Störmede die Lippische Rose im Wappen. Kunigunde, die einzige Tochter von Albert II. von Störmede, heiratete 1291 Friedrich von Hörde (Wagenrad im Wappen). Um 1539 heiratete Theodor von Bocholtz Elisabeth von Hörde, die einen Teil der von Hördeschen Besitzungen in Störmede geerbt hatte. Etwa zur selben Zeit gelangte die Familie von Korff durch Hochzeit mit einem Fräulein von Hörde zu Besitz in Störmede.
Die Adelshäuser von Hörde, Bocholtz und Korff lebten zusammen auf der Burg in Störmede, die drei Abteilungen hatte. Die Güter wurden nach Maßgabe ihrer Ansprüche geteilt.
Das Gut wurde dann an Graf Wilhelm von Bocholtz-Meschede weitervererbt, der es 1880 an den Gutsbesitzer Modersohn verkaufte. 1885 wurde das Gut schließlich an den Freiherren Fritz von Ketteler-Harkotten und Schwarzenraben verkauft. Dort lebte bis zu seinem Tod der Genealoge und Heimatforscher Karl-Josef von Ketteler. Seit den 1970er Jahren ist das Gut im Besitz der Stadt Geseke.

### Zeittafel
Der Name „Sturmithi“ wurde um 826 erstmals im Verzeichnis der Schenkungen des Klosters Corvey erwähnt. 1277 unterlag Albert III. dem Bischof von Paderborn, woraufhin die befestigte Burg zerstört wurde. Die adeligen Besitztümer wurden um 1340 geteilt. Temme von Hörde erhielt die Störmeder Besitzungen südlich der Lippe, Bernhard von Hörde bekam die Besitzungen nördlich der Lippe. Die Herren von Hörde genehmigten 1483 die Gründung des Klosters Nazareth.

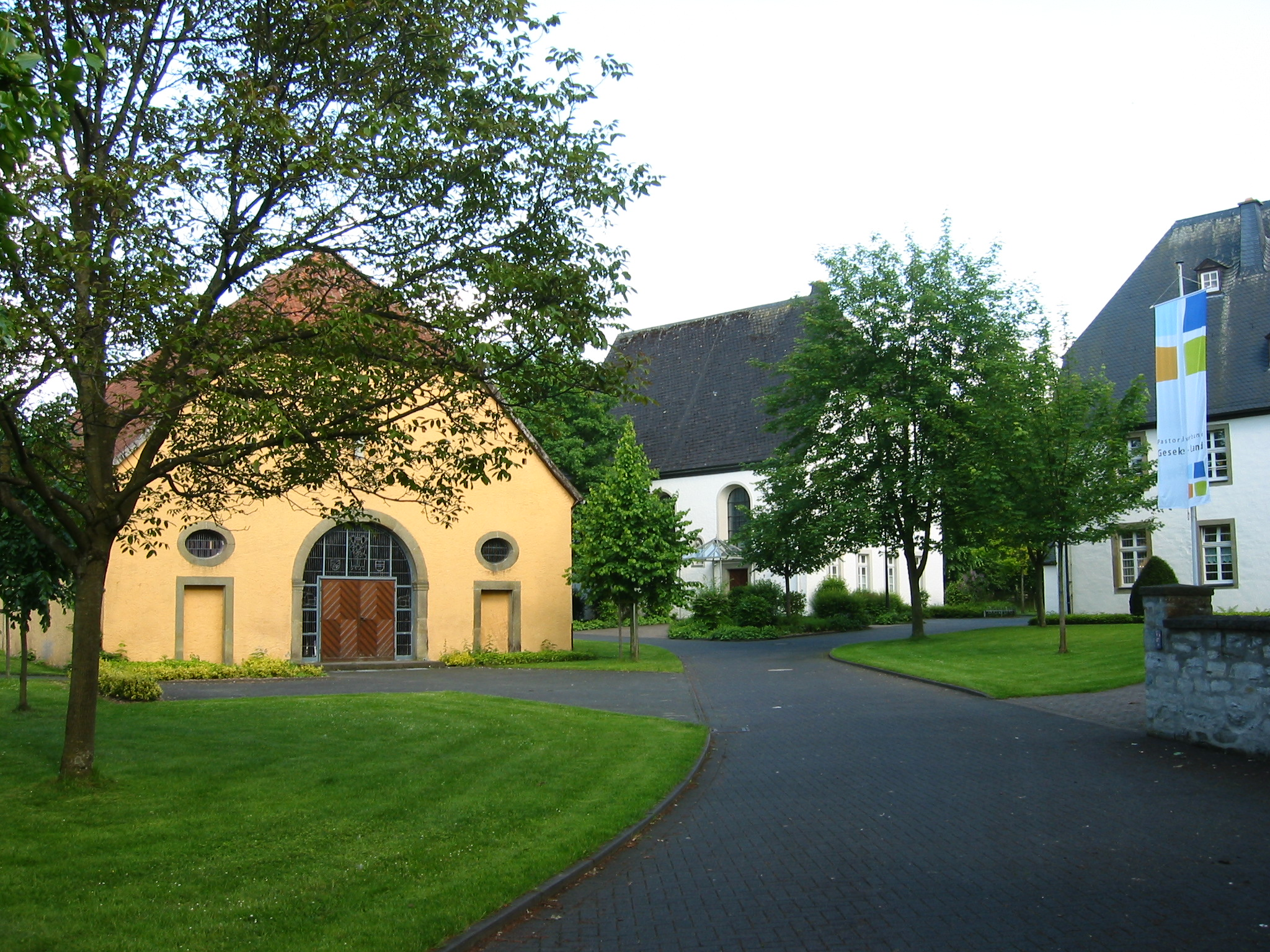
Bereich des ehem. Klosters Nazareth

1521 erfolgte die Grundsteinlegung zum teilweise Neubau der Pfarrkirche. Im Salentinischen Rezess 1577 verzichteten alle Herren von Hörde auf landesherrliche Rechte. Temme und Friederich Bernhard von Hörde (Altes Haus) standen 1583–1584 in den Truchsessischen Wirren auf Seiten des Kölner Kurfürsten Gebhard Truchsess zu Waldburg, der das Erzstift Köln in ein protestantisches Fürstentum umzuwandeln suchte. Der Pfarrer von Störmede und der Rektor von Nazareth wurden vertrieben und calvinistischer Gottesdienst eingeführt. Nach dem Sieg des Kurfürsten Ernst von Bayern wurde die alte Religionsordnung wiederhergestellt. 1609 fielen zahlreiche Menschen in Störmede der Pest zum Opfer. Herzog Christian von Braunschweig nahm 1622 bei der Belagerung Gesekes sein Hauptquartier im Haus Störmede. 1636 wütete erneut die Pest in Störmede. Der älteste Nachweis einer Schützenbruderschaft in Störmede datiert von 1669. 1670 wurde in Erfüllung eines Gelübdes die der Gottesmutter geweihte Lobekapelle gebaut.
1724 erfolgte die Benediktion der neugebauten Klosterkirche Nazareth. Durch zwei Feuersbrünste 1729 wurde fast ganz Störmede vernichtet. 1742 fiel der Beschluss über die Wiedererrichtung einer Schule, die Einrichtung des früheren Kirchenspeichers als Schulhaus und die Anstellung eines Lehrers. Nach der Aufhebung des Kurfürstentums Köln 1802 unterstand mit dem Herzogtum Westfalen auch Störmede dem Landgrafen von Hessen-Darmstadt. Auf Verfügung des Grafen von Hessen-Darmstadt erfolgte 1804 die Aufhebung des Klosters Nazareth.

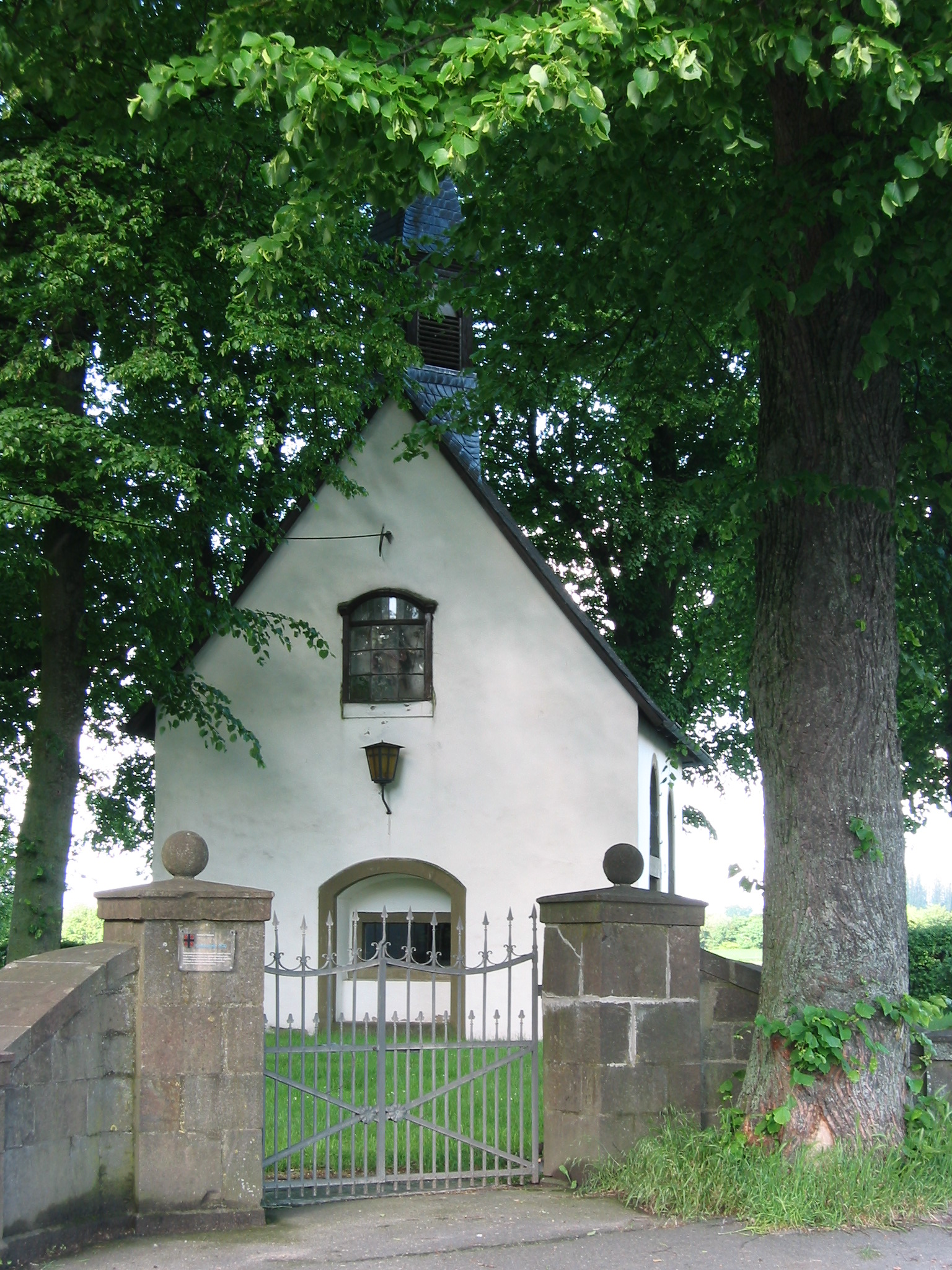
Lobekapelle in Störmede

220 Soldaten der aus den Befreiungskriegen (1813–1815) aus Frankreich zurückkehrenden Truppen wurden 1815–1816 in der Schule untergebracht. 1816 wurde Störmede preußisch. Mit der Einführung der Bürgermeisterfassung 1821 kam Störmede zur Bürgermeisterei Geseke. 22 Wohnhäuser, darunter das Pfarrhaus und die Küsterei, wurden 1822 bei einem Feuer zerstört. 1827 wurde das alte Schulhaus auf dem Kirchhof aufgegeben und die Schule in die umgebaute Kirche des Klosters Nazareth verlegt. Zugleich wurde eine neue Mädchen-Klasse eingerichtet und eine neue Lehrerin angestellt. Aufgrund eines Wolkenbruchs über Büren und Langenstraße kam es am 24. Juni 1824 zu einer Überschwemmung des Störmeder Baches, obwohl es in Störmede nicht geregnet hatte. Die Flut überschwemmte zahlreiche Häuser und verdarb die Wiesen bis zur Lippe hin. Das Jahr 1830 brachte einen ungewöhnlich schneereichen Winter. Am 5. Januar wurden fast 90 cm Schneehöhe gemessen. 1837 wurde in Geseke die Preußische Städteordnung eingeführt, wodurch Störmede und die anderen Orte des früheren Bürgermeistereibezirks Geseke vom Geseker Bürgermeister mitverwaltet wurden. Das Amt Störmede mit dem Amtssitz in Störmede wurde 1843 gebildet. 1889 wurde die Spar- und Darlehnskasse gegründet.
Im Ersten Weltkrieg musste Störmede 25 Gefallene beklagen. 1920 wurde die Gemeinde an das elektrische Stromnetz angeschlossen. Ein Jahr später wurde ein Schwesternhaus in Störmede errichtet. Die Schwestern übernahmen Aufgaben für Fürsorge und Krankenpflege. Die Freiwillige Feuerwehr gründete sich 1925. Südlich von Störmede wurde 1935 ein neuer Flugplatz von 90 Hektar angelegt, der im Kriege noch erweitert und mit einem Gleisanschluss an die Bahnstrecke Geseke–Büren versehen wurde. Im gleichen Jahr wurde die Amtsverwaltung von Störmede nach Ehringhausen verlegt und ein Kindergarten im Schwesternhaus eingerichtet. Im März 1945 wurde der Flugplatz angegriffen. Es fielen etwa 1800 Bomben, das Dorf wurde nicht getroffen. Am 1. Ostertag 1945 nahmen die Amerikaner Störmede ein. An Opfern forderte der Krieg 61 Gefallene und 23 Vermisste. Unmittelbar nach Kriegsende wurden in Schule und Schützenhalle Lager für sowjetische Kriegsgefangene eingerichtet. Mehr als 500 Ortsvertriebene mussten im Mai 1946 untergebracht werden.
1951 baute die evangelische Kirchengemeinde eine Kirche und ein Pfarrhaus. Die neue Kläranlage wurde 1959 in Betrieb genommen. Im Amt Störmede wurde 1966 die öffentliche Müllabfuhr eingeführt. Nach der Auflösung der Hauptschule Störmede 1972 wurden die Schüler auf die Hauptschulen von Geseke verteilt. Im Zuge der kommunalen Neuordnung wurde Störmede am 1. Januar 1975 der Stadt Geseke zugeteilt und lag nun im neugebildeten Kreis Soest. Das Amt Störmede wurde aufgelöst. 1985 wurde Störmede an die Wasserversorgung von der Aabach-Talsperre angeschlossen. Von 1989 bis 1994 war der Störmeder Helmut Hohmann (SPD) Bürgermeister der Stadt Geseke. Mit einem groß angelegten „Dorferlebnistag“ wurden im September 2004 die zahlreichen Dorfverschönerungsmaßnahmen eingeweiht. Im Juli 2005 belegte Störmede beim Wettbewerb „Unser Dorf soll schöner werden - Unser Dorf hat zukunft“ auf Kreisebene den ersten Platz. Beim Weihnachtswettbewerb der WDR-Sendung Daheim und unterwegs wurde der Ort im Dezember 2007 zum NRW-Weihnachtsdorf 2007 gewählt.

## Politik

### Ortsvorsteher
- Josef Struwe (CDU)

### Wappen
Das Störmeder Wappen ist viergeteilt und zeigt zwei rote, fünfspeichige Wagenräder und zwei rote, fünfblättrige Rosen. Die Teilung erfolgt durch das schwarze kurkölnische Kreuz. Die Rose geht auf die Edelherren von Störmede zurück, die bis ca. 1233 in Störmede ihren Stammsitz hatten. In ihrem Familienwappen findet sich eine rote, fünfblättrige Rose, wie im Wappen der Herren von Lippe, was auf eine nahe Verwandtschaft hinweist. Nachdem Albert von Störmede sein Lehen an seinen Schwiegersohn Friedrich von Hörde vererbt hatte, wurde das Wagenrad aus dem Familienwappen der von Hörde zum Ortswappen hinzugefügt und die Lippische Rose übernommen.

## Soziales und kulturelles Leben
Federführend für das Vereinsleben in Störmede ist der Kulturring, der als Dachorganisation die Aktivitäten der 25 Mitgliedsvereine koordiniert. Der Kulturring ist außerdem für Dorfverschönerungsmaßnahmen im Rahmen des Dorfwettbewerbs „Unser Dorf soll schöner werden - Unser Dorf hat Zukunft“ zuständig. Hier gewann Störmede im Juli 2005 erstmals auf Kreisebene und nahm im Sommer 2006 am Landeswettbewerb teil. Viele Vereine haben in Eigenleistung ein Vereinsheim eingerichtet, in dem auch weitergehende Veranstaltungen für die Bevölkerung stattfinden. Im September 2004 wurden mit einem „Dorferlebnistag“ die zahlreichen Dorferneuerungsmaßnahmen der letzten Jahre gefeiert. Seit einigen Jahren werden fachkundige Ortsführungen in Kleingruppen (ca. 12–15 Personen) durch den historischen Dorfkern  angeboten. Seit 2005 wird für Neubürger am 1. Mai eine spezielle Führung mit anschließendem Beisammensein angeboten.
Störmede besitzt ein kleines Hallenbad, einen Sportplatz, einen Kindergarten und eine Grundschule sowie eine kleine Katholische Bücherei im Obergeschoss des ehemaligen Pfarrhauses. Diese wird auch von den Kindern der umliegenden Dörfer besucht. Vor der Volksbank ist ein „Offenes Bücherregal“ aufgestellt.
Weiterführende Schulen befinden sich in Geseke und Salzkotten.

### Veranstaltungen
- Frauenkarneval (Weiberfastnacht)

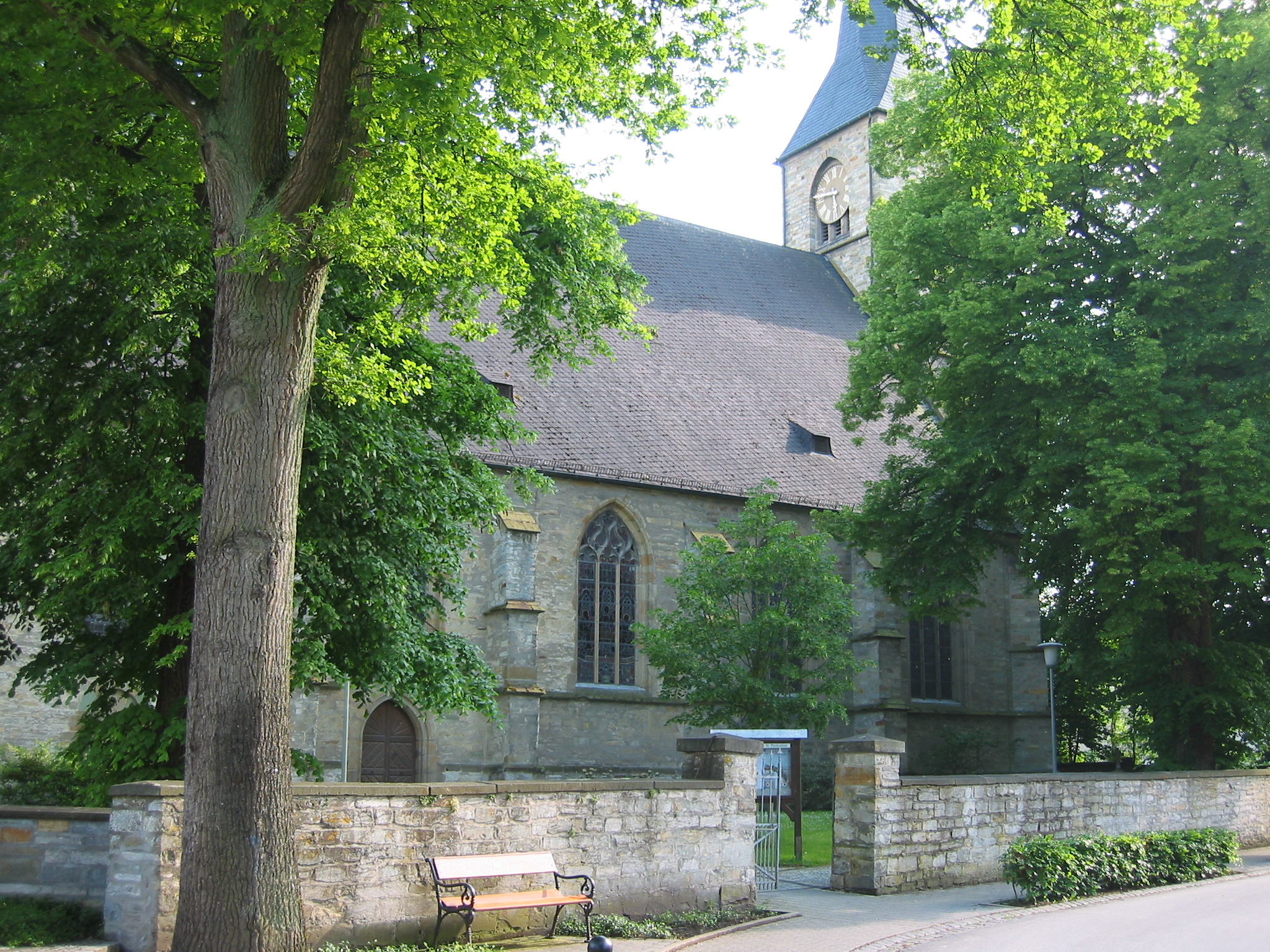
St.-Pankratius-Kirche in Störmede

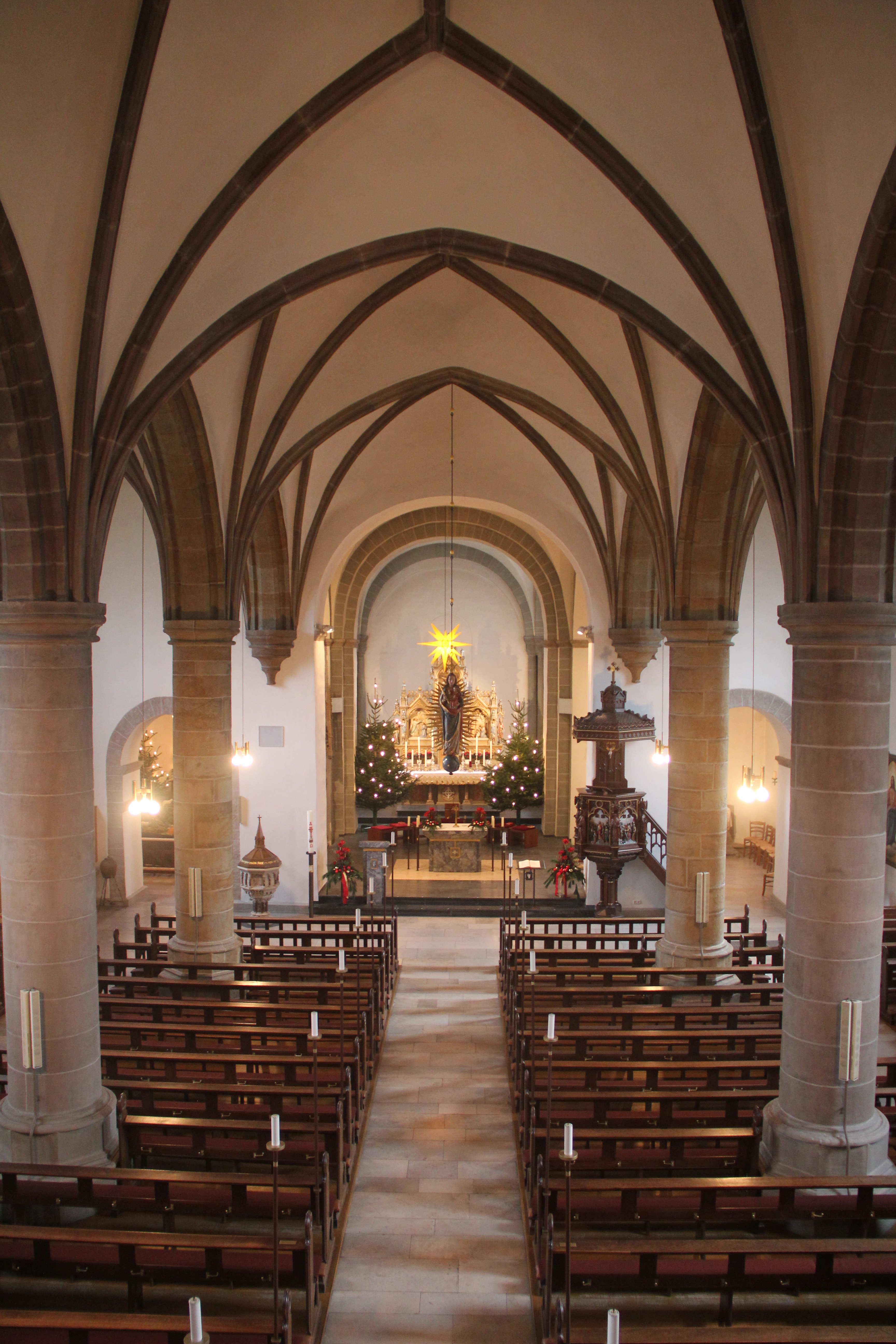
Innenraum der St.-Pankratius-Kirche in Störmede

- Jahreskonzert des Musikzugs Störmede (Sa am ersten Osterferienwochenende)
- Aufstellen des Dorfmaibaums
- Schnadgang (Christi Himmelfahrt)
- Kinderfest (Pfingstsonntag)
- Lobetag (erster Sonntag im Juli)
- Schützenfest (zweites Wochenende im Juli)
- Sportwoche
- Pfarrfest (ev. und kath. Kirche)
- Laientheater (im Advent)
- Weihnachtsmarkt (alle 2 Jahre)
- Heimathaus (wechselnde Ausstellungen/Veranstaltungen: Osterfeuer, Erntedankfest, Krengelessen usw.)
- Störmeder Schloss (wechselnde Angebote: z. B. klassische Musikveranstaltungen)

## Wirtschaft
Störmede weist 57 Firmen mit ca. 215 Mitarbeitern aus 41 verschiedenen Branchen auf, darunter die Volksbank Störmede-Hörste. Die Gewerbebetriebe sind verteilt über den ganzen Ort. Außerdem gibt es 12 landwirtschaftliche Vollerwerbs- und 18 Nebenerwerbsbetriebe. Der Grundversorgung dient ein kleiner Supermarkt.

## Gebäude und Sehenswürdigkeiten

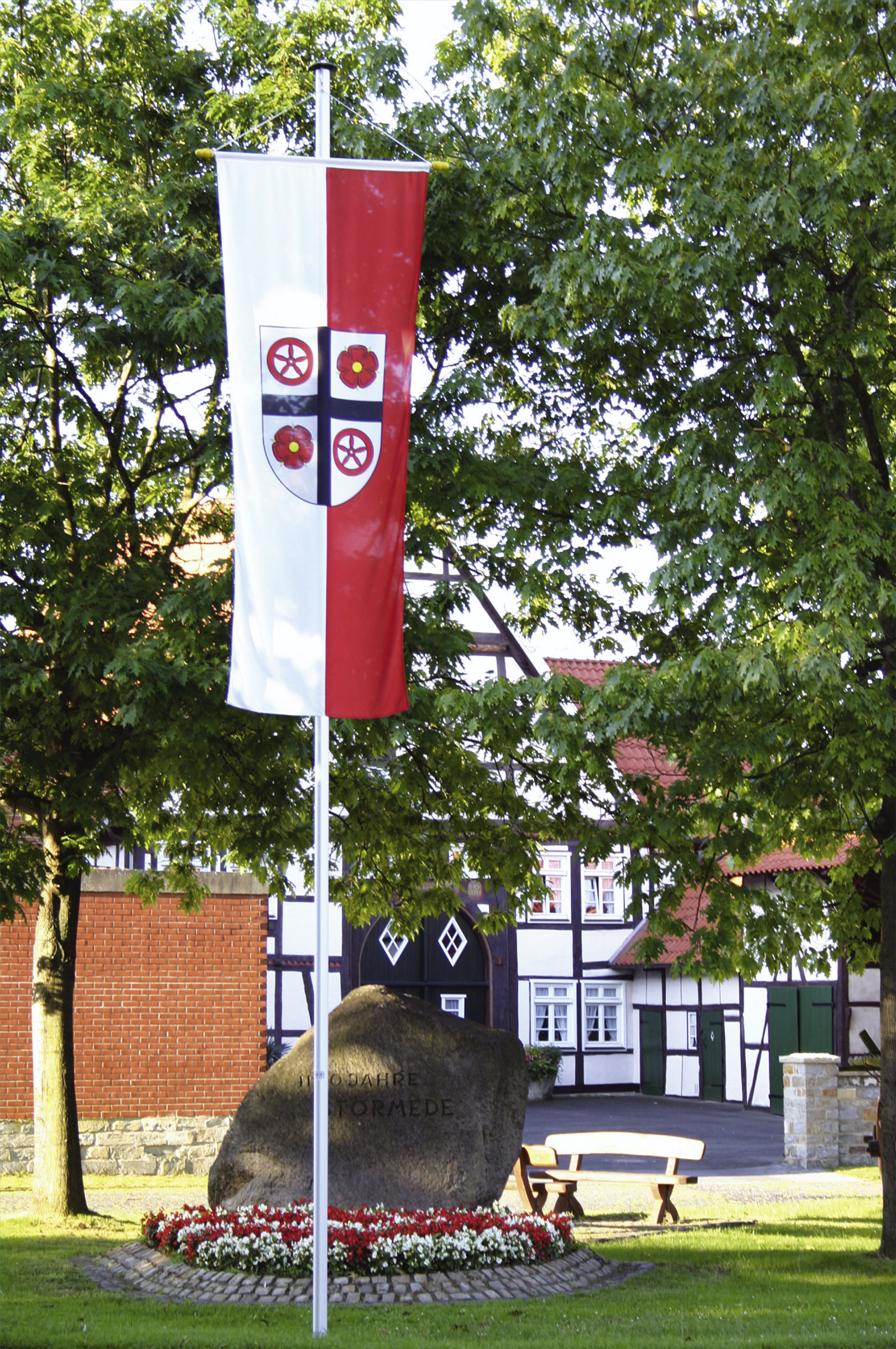
Ältestes Fachwerkhaus in Störmede

Typisch für den historischen Ortskern sind die Kirche, das ehm. Kloster Nazareth und der Schlossbereich. Damit verfügt Störmede über historisch wertvolle, denkmalgeschützte Bausubstanz. Der alte Ortskern liegt zwischen der Ringstraße im Norden, der Turmecke im Westen, mit dem sich im Süden anschließenden ehemaligen Rittergut und der Schlossruine, der Schule, dem Friedhof, mit dem Grablege der Familie Ketteler und einem Teil des Steinwegs im Osten. In diesem Bereich finden sich viele liebevoll renovierte Fachwerkhäuser. Am Steinweg befindet sich das Heimathaus, ein ehm. Heuerlingshaus, das vom Traditionsverein hier aufgebaut und renoviert wurde. Im Jahr 2006 wurde die Störmeder „Wäsche“ am Puisterpatt/Ringstraße wiederhergestellt. Im Winterhalbjahr 2011/2012 wurde der Wiederaufbau des Störmeder Schlosses in Angriff genommen. Seit der kompletten Fertigstellung 2014 ist es das neue Schmuckstück des Ortes und zieht viele Besucher an.